# Hiroa stubbingsi
Hiroa stubbingsi is een zeepokkensoort uit de familie van de Pyrgomatidae. De wetenschappelijke naam van de soort is voor het eerst geldig gepubliceerd in 1973 door Ross & Newman.